# Ionești (okręg Braiła)
Ionești – wieś w Rumunii, w okręgu Braiła, w gminie Cireșu. W 2011 roku liczyła 68 mieszkańców.